# Nagore Gabellanes
Nagore Gabellanes Marieta, née le 25 janvier 1973 à Saint-Sébastien, est une joueuse espagnole de hockey sur gazon.
Elle fait partie de l'équipe d'Espagne de hockey sur gazon féminin sacrée championne olympique aux Jeux d'été de 1992 à Barcelone, et huitième des Jeux d'été de 1996 à Atlanta.